# Даженкур, Франсуа
Франсуа Даженку́р (фр. Francois d’Agincourt; 1684, Руан — 30 апреля 1758, там же) — французский композитор, клавесинист и органист.

## Биография
Даженкур родился в Руане и получил первоначальное музыкальное образование там же. Вскоре после того он уехал в Париж, где, вероятно, обучался у Николя Лебега. В 1701-1706 годах Даженкур работал органистом в церкви Сент-Мадлен-ан-ля-Сите в Париже. В 1706 году он вернулся в Руан и стал органистом Руанского собора, сменив на этом посту Жака Бойвена. Эту должность Даженкур занимал вплоть до своей кончины. Позже он также поступил на работу в Сен-Эрблен, аббатство Сент-Уэн (также занимал оба поста пожизненно) и в Сен-Жан. К 1714 он был достаточно хорошо известен, его ценили как одного из четырёх органистов Королевской капеллы. Среди учеников Даженкура композитор Жак Дюфли (обучался у него в 1730—1731 годах), однако дошедшие до нас произведения Дюфли не обнаруживают значительного влияния стиля учителя.
Даженкур опубликовал один сборник своей музыки — 1er livre de clavecin (Париж, 1733). Он содержит 43 сочинения для клавесина, созданные под влиянием Франсуа Куперена, — с частями, организованными в сюиты (ordres). Органная музыка Даженкура, сохранившаяся благодаря рукописным копиям, включает в себя 46 произведений для использования в богослужении. Они характерны частыми обращениями к элементам модного тогда галантного стиля классической музыки. Части произведения выстроены в соответствии с церковными ладами, как это принято во французской органной музыке, однако по неизвестным причинам Даженкур в сочинениях полностью опускает третий лад.
Помимо клавирных сочинений Даженкуру принадлежат три песни для голоса и basso continuo, опубликованных в антологии Recueil d’airs sérieux et à boire в 1713 и 1716 годах.
Даженкур скончался в Руане 30 апреля 1758 года.

## Сочинения

### Pièces de Clavecin (1733)
- Premier ordre en ré mineur
  - Allemande La Sincopée
  - Allemande La Couronne
  - Courante
  - Sarabande La Magnifique
  - Le Pattelin, rondeau
  - Gigue La Bléville
  - La Sensible, rondeau
  - Les Dances Provençales
  - La Caressante
  - La Sautillante
  - Menuet
  - Double du menuet précédent
  - Autre menuet
- Second ordre en fa majeur
  - La Pigou
  - Le Colin Mailliard, rondeau
  - La Pressante Angélique
  - Le Précieux, rondeau
  - Les deux Cousines
  - Menuet
  - Chaconne La Sonning
- Troisième ordre en ré majeur
  - L’Ingénieuse
  - La Villerey ou les deux Sœurs
  - L’Agréable, rondeau
  - La Fauvette
  - La Misterieuse
  - Le Val Joyeux, vaudeville
  - Le Moulin à vent
  - La Minerve, rondeau
  - L’Etourdie, rondeau
  - Le presque rien, rondeau
  - La Courtisane, gavotte
- Quatrième ordre en mi mineur
  - Allemande La Couperin
  - Les Violettes fleuries, rondeau
  - La Tendre Lisette, rondeau
  - L’Empressée
  - La Janneton, rondeau
  - La Princesse de Conti, rondeau
  - L’Harmonieuse, rondeau
  - Les Tourtelles, rondeau
  - La Badine, rondeau
  - La D’houdemare
  - La Moderne
  - Menuet